# Mjölner

En torshammare av silver funnen i Skåne.

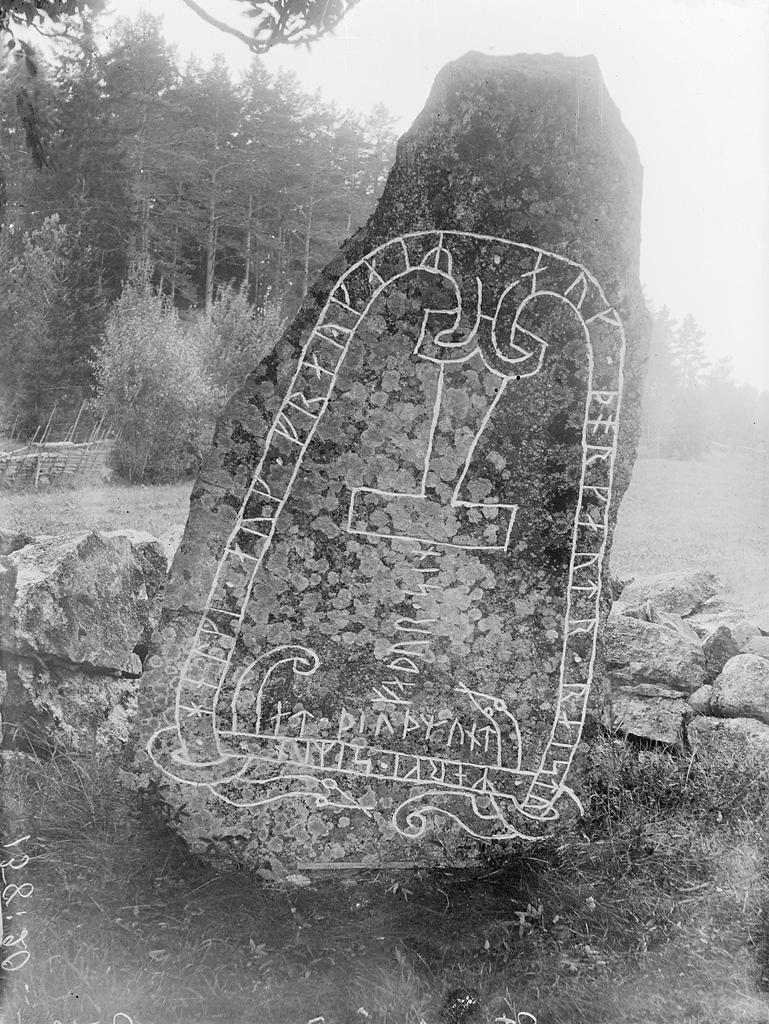
Torshammare på Stenkvistastenen i Södermanland, Sö 111.

Mjölner eller Mjölne (fornnordiska: Mjǫllnir) är i fornnordisk mytologi den kortskaftade stridshammare som tillhör asen Tor och utgör huvudvapen för denne, således även dennes huvudsymbol. Den har förlänats den egenskapen, att den då den kastas aldrig missar sitt mål och sedan åter söker sig till kastarens hand.
Hammaren var av dvärgasmide och det korta skaftet var resultatet av sabotage utfört av Loke vid hammarens tillverkning. Detta visade sig ej negativt påverka Tors tycke för hammaren och det blev hans personliga vapen.
Mjölner kom att bli en av de främsta religiösa symbolerna för den sentida asatron i fornnordisk historia, som symbol främst benämnd torshammare, och kan ha brukats som en analog till kristendomens kors. Likt kristna kors förekom torshammare som hängsmycke runt halsen och bådadera har återfunnits analogt som gravfynd.

## Etymologi
Det fornnordiska: Mjǫllnir är en ija-stam, bestående av substantivet mjǫll, ”krossat/malet pulver” (samma rot som ”mjöl, mjäll, mjäla samt mala”), med affix som skapar en beteckning för ting som utför en handling, och betyder således ungefär ”pulveriserare, pulverbildare, söndersmulare, krossare” och dito.
Svenska varianten Mjölner är en arkaisk form som inte följer svenska ljudlagar medan Mjölne är bildad av språkelement som de utvecklats i svenskan och uttalas med grav accent.
Sammansättningen torshammare är belagt redan 23 december 1863 i Jämtlands Tidning (1845–1957) i ett inlägg om upptrappningarna som senare blev det dansk-tyska kriget (1/2 till 30/10 1864), där danmark förlorade Slesvig, Holsten, och Sachsen-Lauenburg till Preussen och Österrike, där författaren uppmanar norrmän och svenskar att ”från nordens fjäll slunga torshammaren ner på angriparnas huvuden”.

## Mjölner i mytologin
Mjölner är smidd av dvärgarna Sindre och Brokk efter en vadslagning med Loke som än en gång gjort bort sig bland de stora asagudarna och klippt av Tors hustru Sivs hår. När han möter bröderna slår han med dem ett vad där bröderna ska göra tre gåvor till de tre gudar han blivit bestraffad av. Själv ska även han ordna med tre gåvor och om gudarna väljer Sindre och Brokks gåvor ska bröderna få hans huvud.
Dock blir det fel vid tillverkningen och hammarens skaft blir för kort. Men trots felet väljer gudarna (Oden, Tor och Frej) Sindre och Brokks gåvor. När det så är dags för bröderna att få betalningen i form av Lokes huvud lurar Loke dem genom att säga: "Vadet gällde mitt huvud, men bara mitt huvud och inte min hals. Därigenom får icke halsen min på något sätt komma till skada." Gudarna håller med om detta och Sindre och Brokk är således grundlurade av Loke (Lokes vad). Dvärgarna får dock sin hämnd genom att sy ihop Lokes mun, som ju trots allt är en del av huvudet men inte av halsen.
Hammaren har egenskapen att Tor kan slunga iväg den mot målet, som den alltid träffar, och därefter återvänder den själv till gudens hand. Enligt Snorres Edda, för att bruka hammaren behöver Tor greppa den med sina personliga skyddshandskar som kallas järngrepp (fornnordiska: járngreipr). Snorres Edda berättar även om ett styrkebälte (megingjord) hörande Tor som ökar hans kraft. Dessa: hammaren, handskarna och bältet, utgör Tors tre personliga klenoder i Snorres Edda.
Enligt asatron använder Tor även sin hammare till att slunga den mot molnen på himlen och på så vis skapa åska.[källa behövs] I annan tradition kommer åskan från hammarens slag när Tor är ute och jagar jättar.[källa behövs]
Rungners dråpare är en kenning för Mjölner, Tors hammare som han slagit ihjäl Rungner med, och som förekommer i bland annat Loketrätan.

## Torsviggar
Medeltidsmänniskan trodde enligt folktraditionen att om man hittade en stenyxa i jorden så härrörde den från asaguden Tor och hade bildats vid åsknedslag. Dessa så kallade ”torsviggar” (egentligen neolitiska yxor) upphängdes i takbjälkar som skydd mot åskan, då man trodde att blixten inte skulle slå ner på samma ställe två gånger.

## Torshammare
En avbildning av Mjölner kallas torshammare. En sådan avbildning kan vara huggen på en runsten eller bäras i form av ett smycke. 

### Religiös symbol
Torshammaren är en av de främsta religiösa symbolerna för den senare asatron i fornnordisk historia och kan mot slutet av kristianiseringen i Norden ha brukats som en analog till kristendomens kors av fortlevande asatroende hedningar. Likt kristna kors förekom torshammare som hängsmycke runt halsen, troligen avsett som amulett eller talisman, och gravfynd från bland annat Birka har uppvisat både dito kristet kors och torshammare i samma grav. Torshammare förekommer även som motiv på runstenar och mynt.

### Hängsmycken
De äldsta torshamrarna som bars som smycken är från vendeltiden, men blev särskilt viktiga som symbol för asatron efter kristendomens införande i Skandinavien. Hammaren blev en symbol för att man höll fast på den gamla tron. De flesta funna torshammare är av silver, men i Uppland har de flesta funna torshammare varit av järn. Torshammare bars av både män och kvinnor. För att bevara sig mot olyckor bar man i forntiden torshammare.

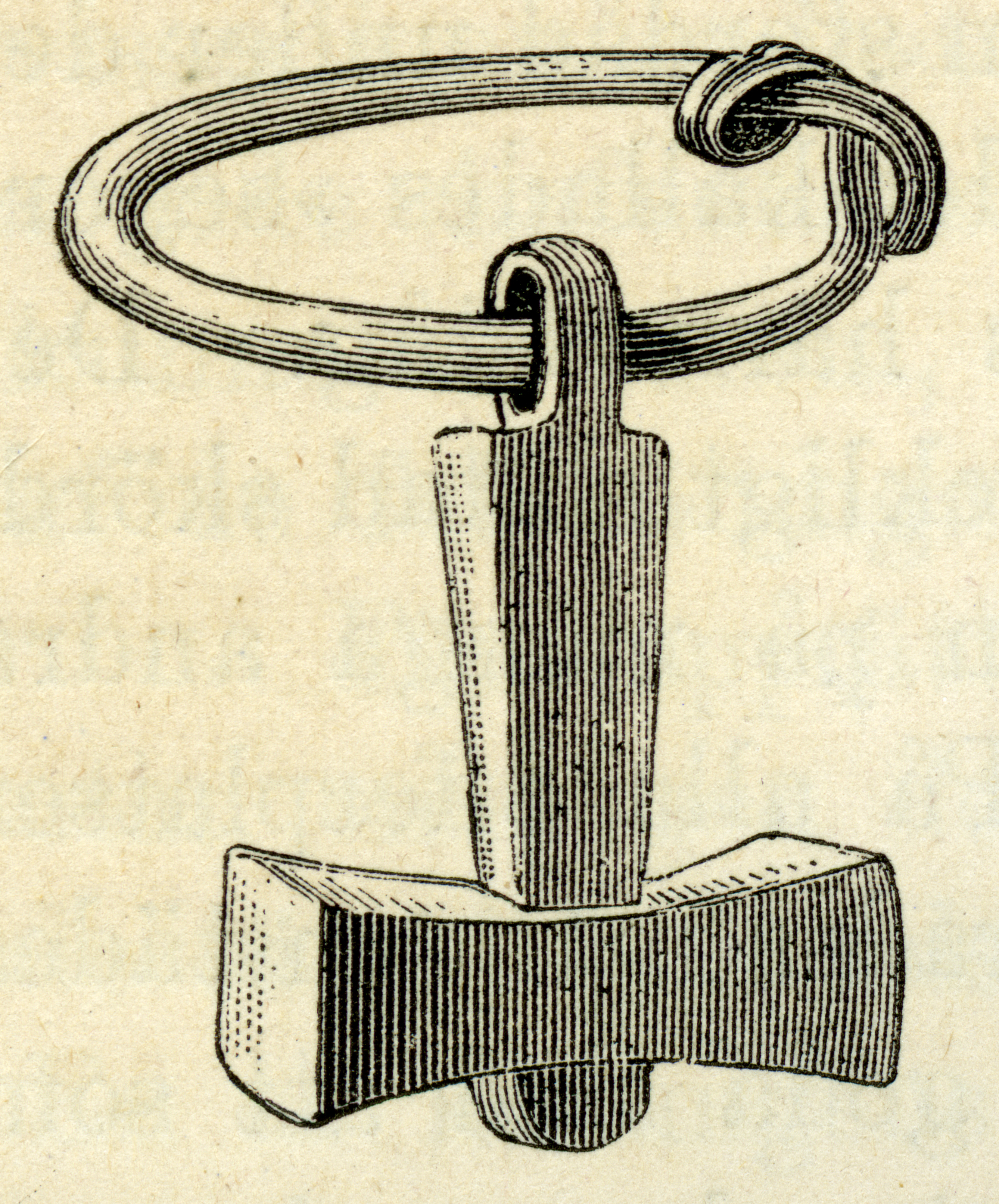
Torshammare av silver från Läby socken, Uppsala kommun, Uppland, Sverige.
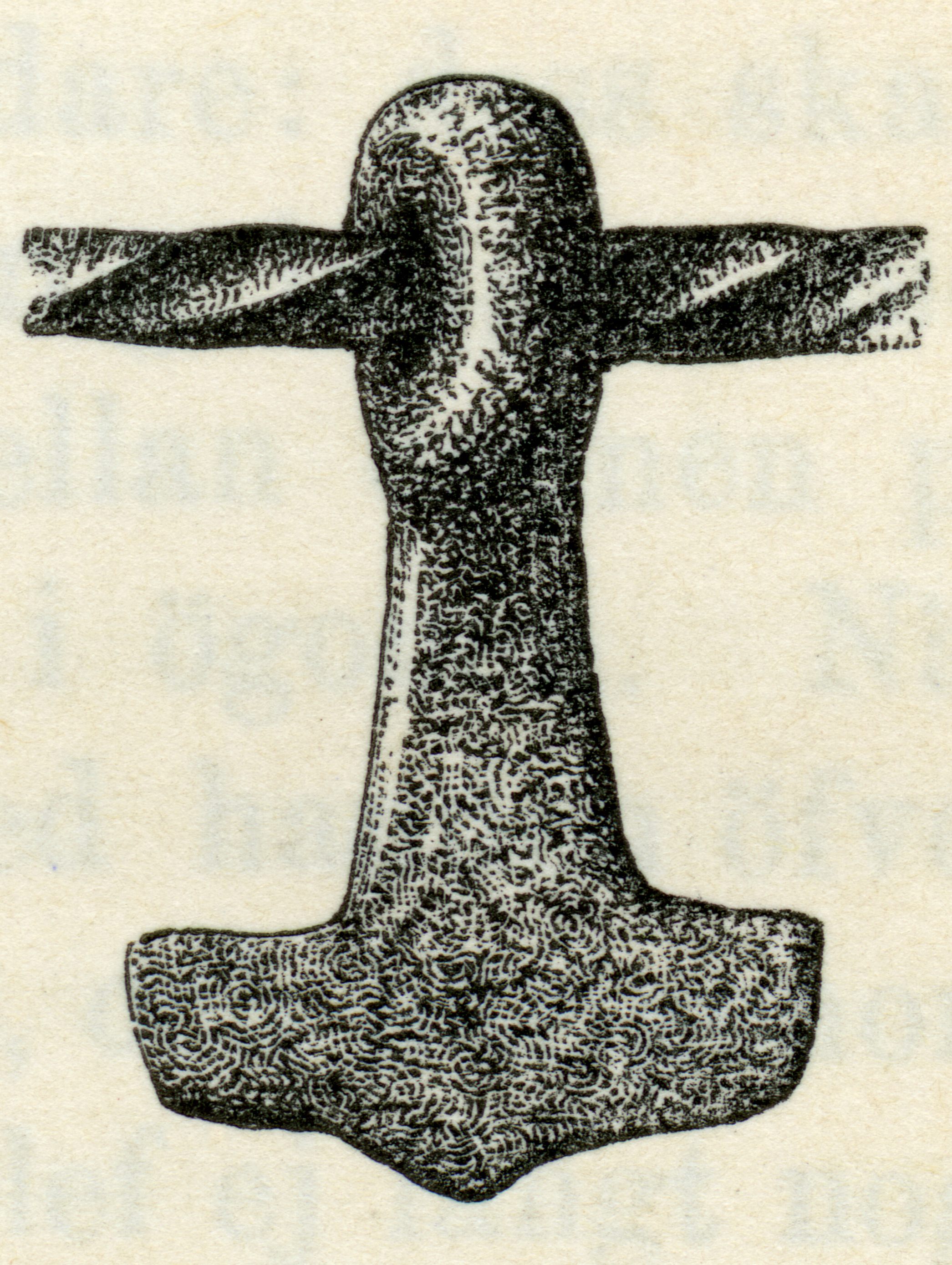
Torshammare av järn från Södermanland, Sverige.
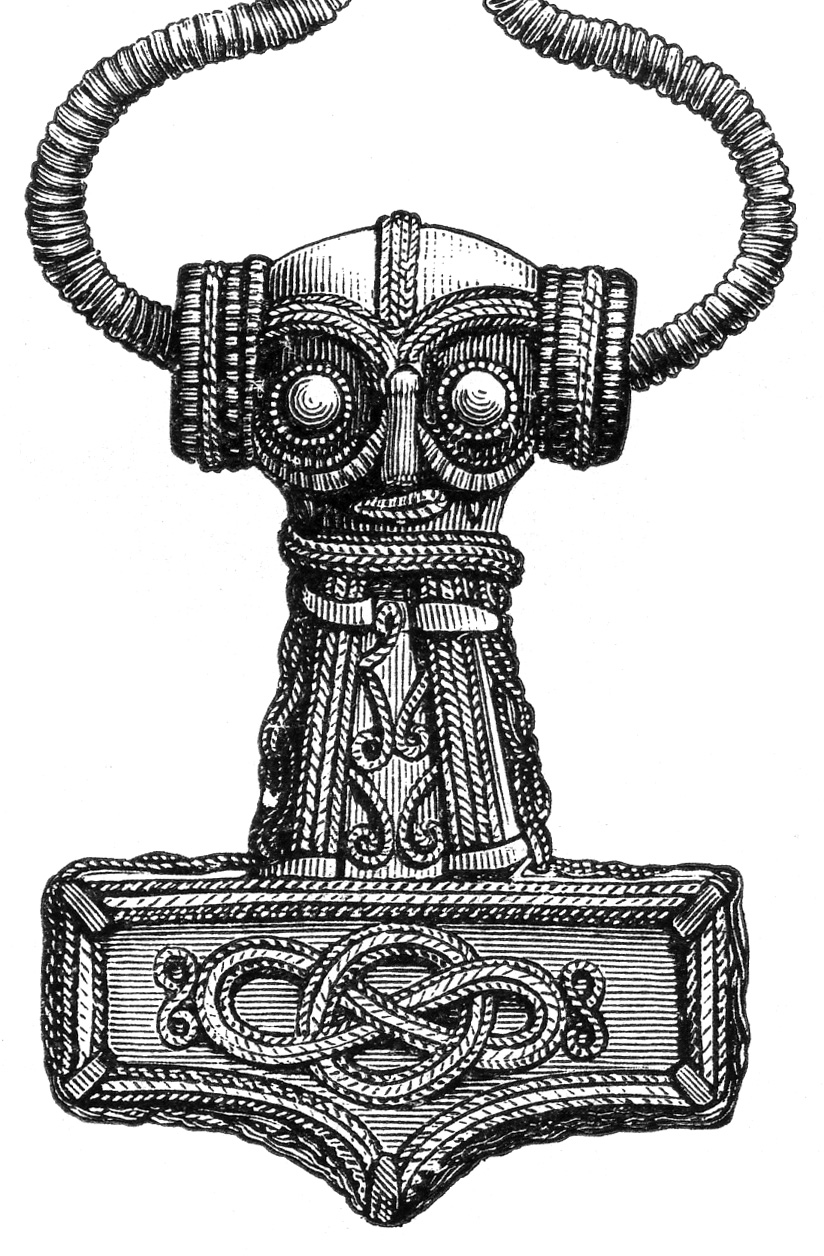
Torshammare av förgyllt silver från Erikstorp, Ödeshögs socken, Ödeshögs kommun, Östergötland, Sverige.
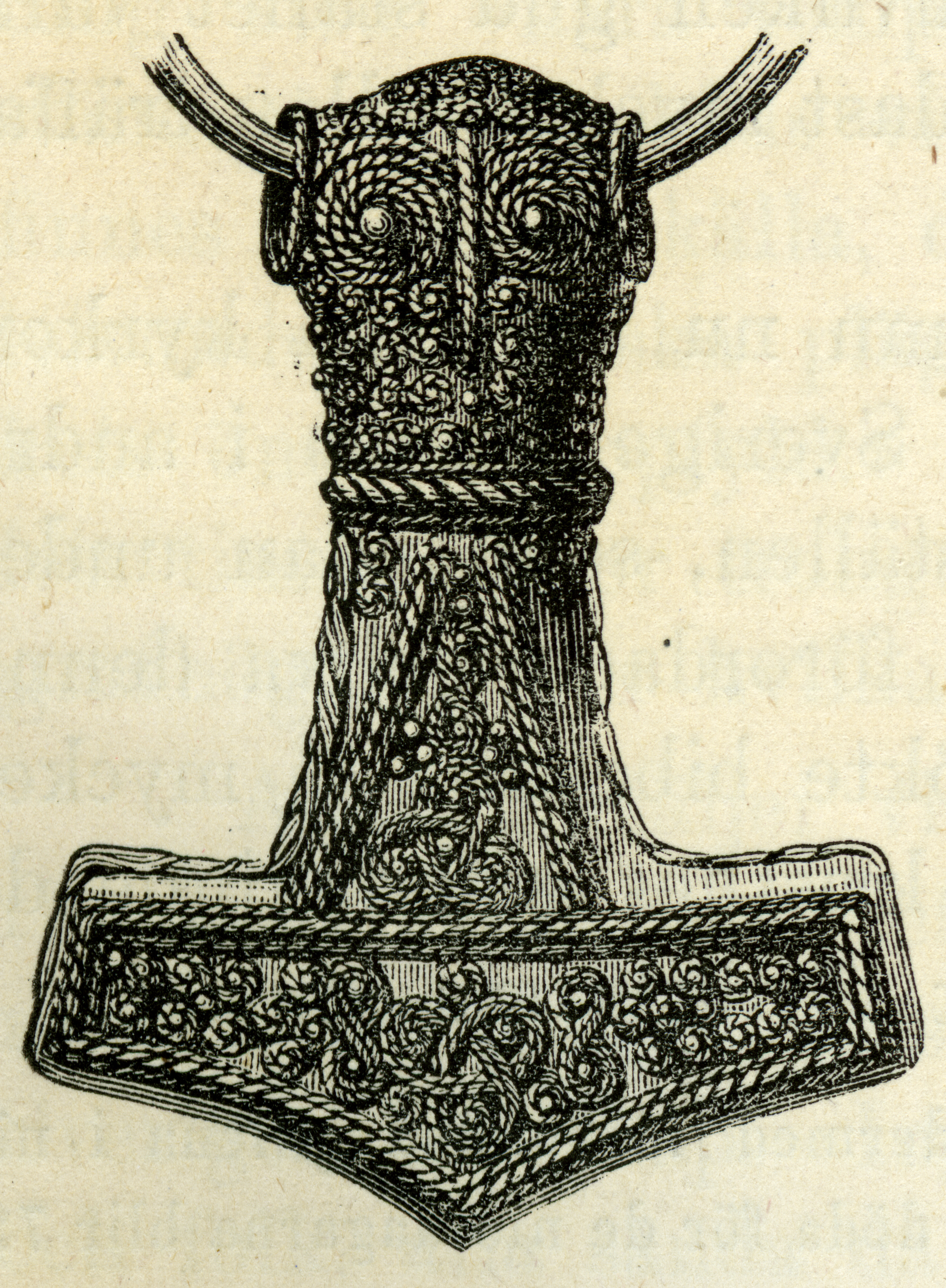
Torshammare av silver från Bredsättra socken, Runstens härad, Borgholms kommun, Öland, Sverige.
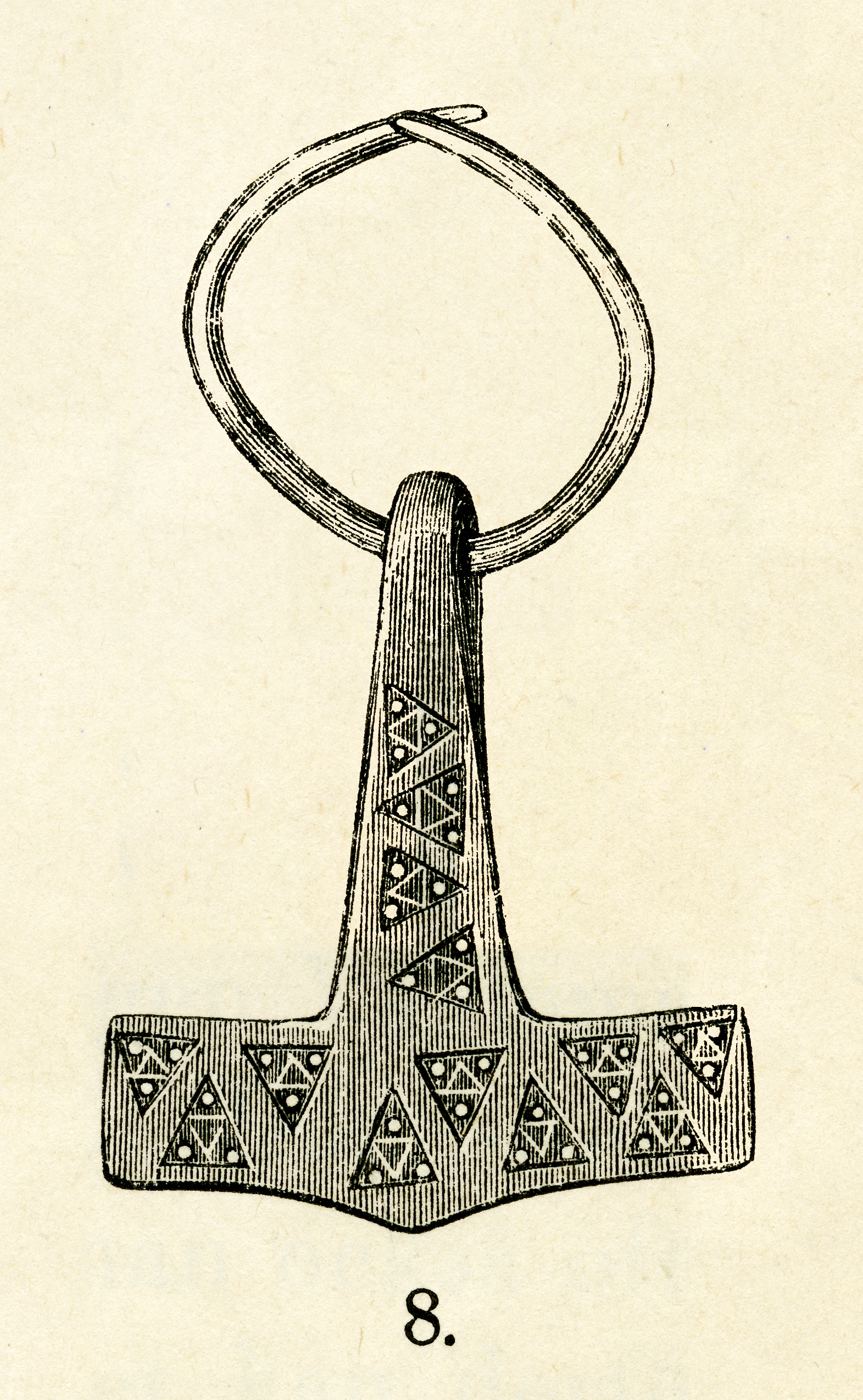
Torshammare av silver från Horda, Moheda socken, Alvesta kommun, Småland, Sverige.
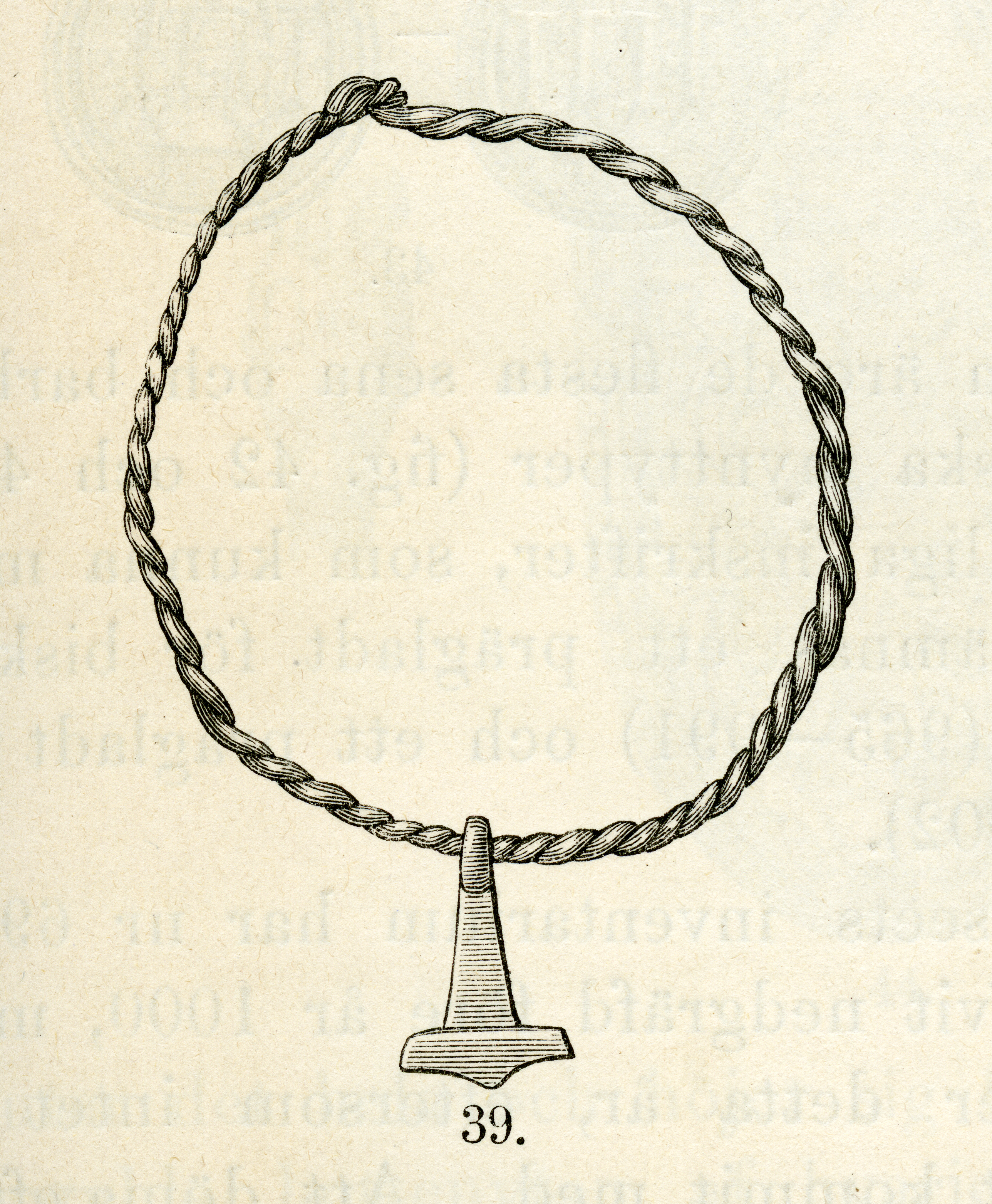
Torshammare av silver från Sandby socken, Torna härad, Lunds kommun, Skåne, Sverige.
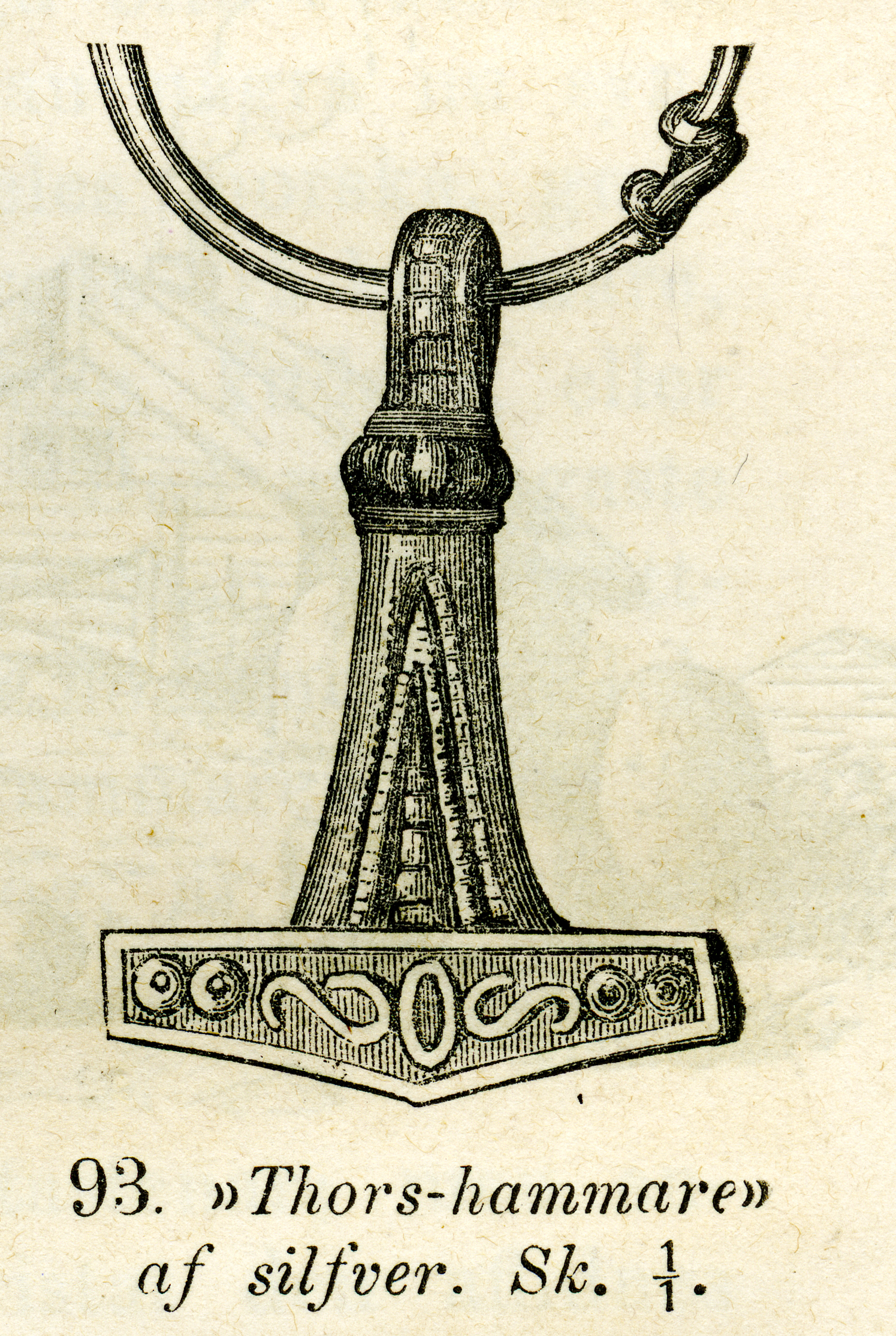
Torshammare av silver från Pålstorp, Raus socken, Luggude härad, Helsingborgs kommun, Skåne, Sverige-
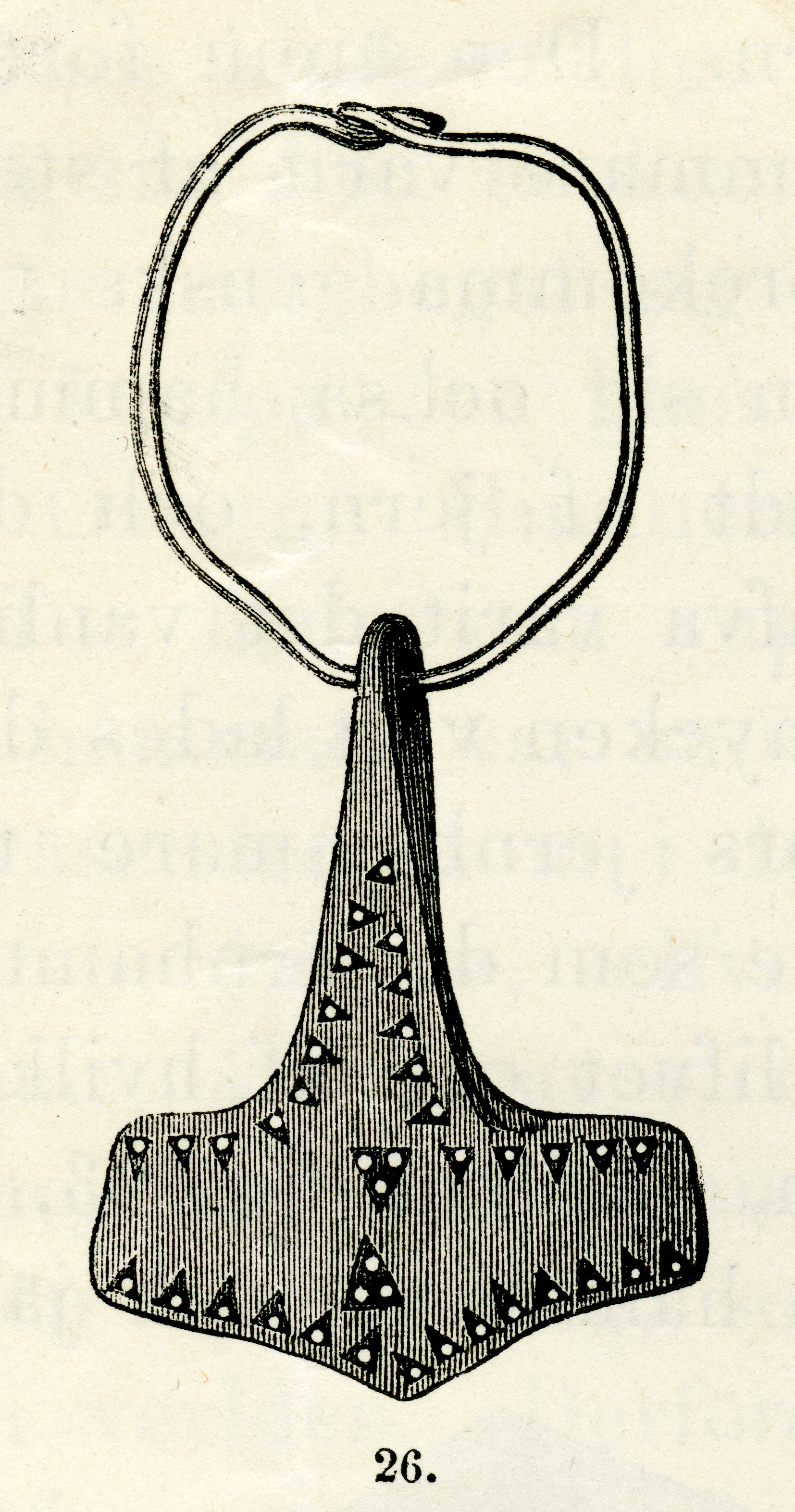
Torshammare av silver från Gärsnäs säteri, Östra Herrestads socken, Skåne, Sverige.
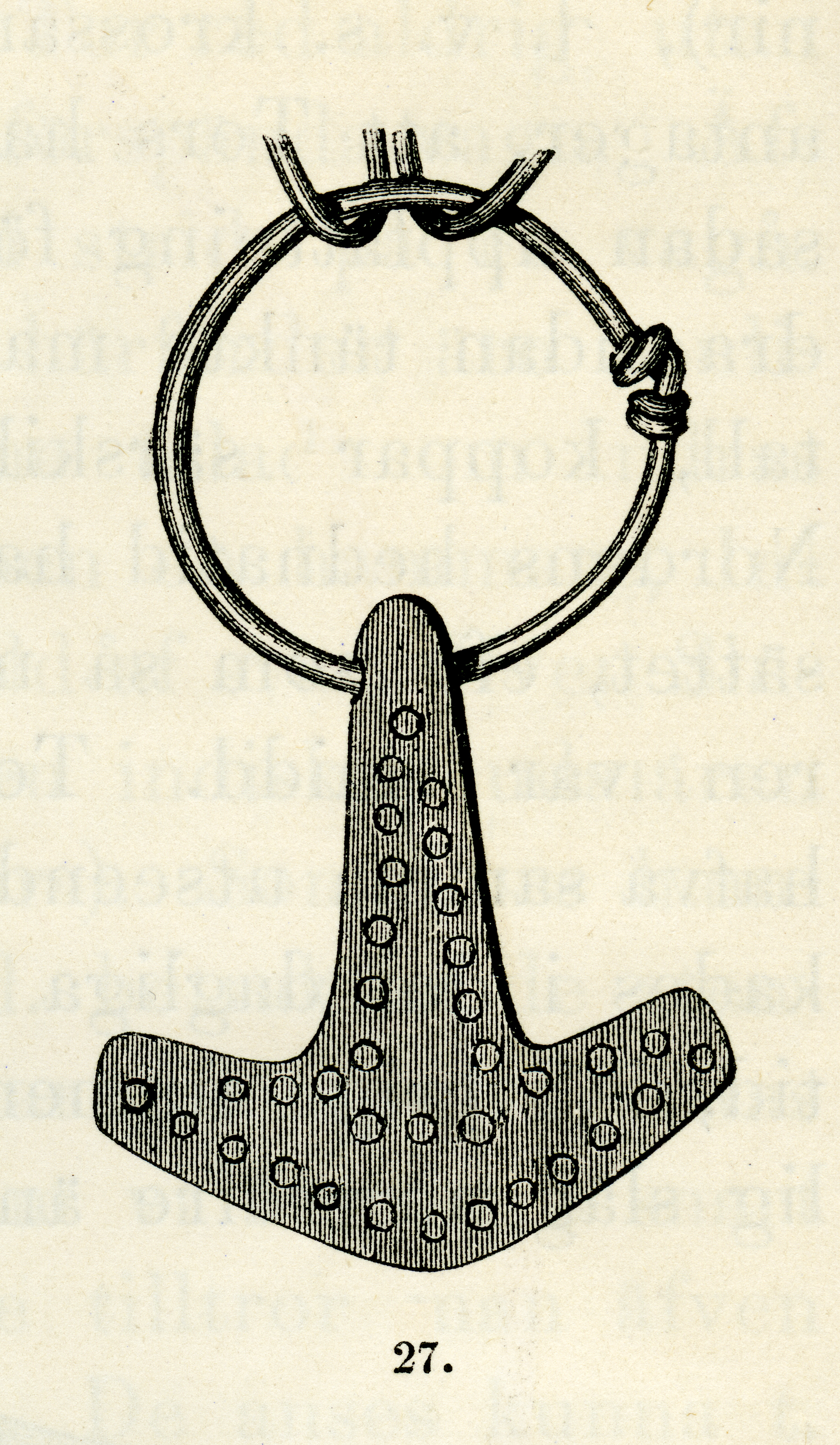
Torshammare av silver från Slottsmöllan, Halmstad, Halland, Sverige.
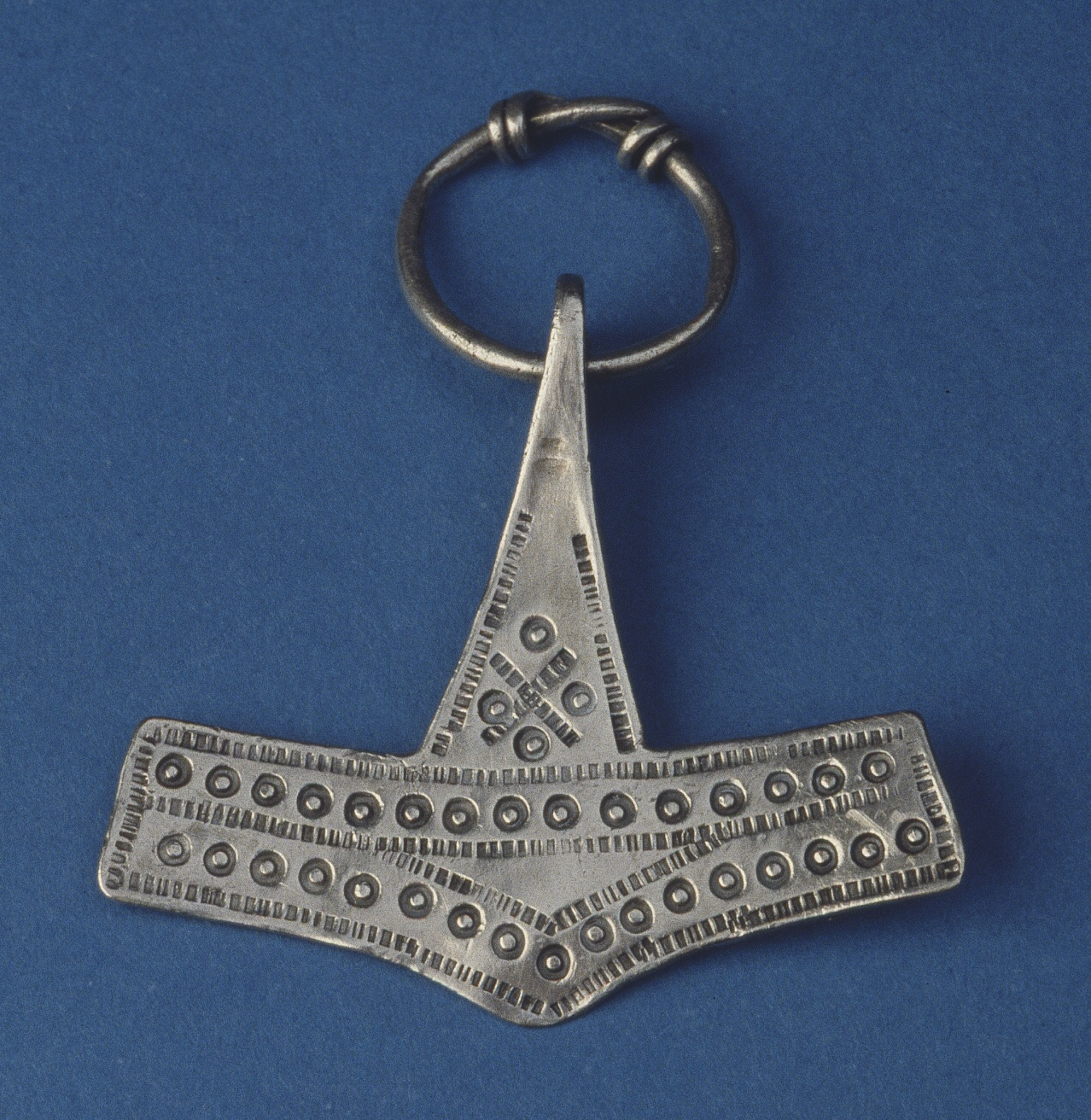
Torshammare från Rømersdal, Bornholm, Danmark.
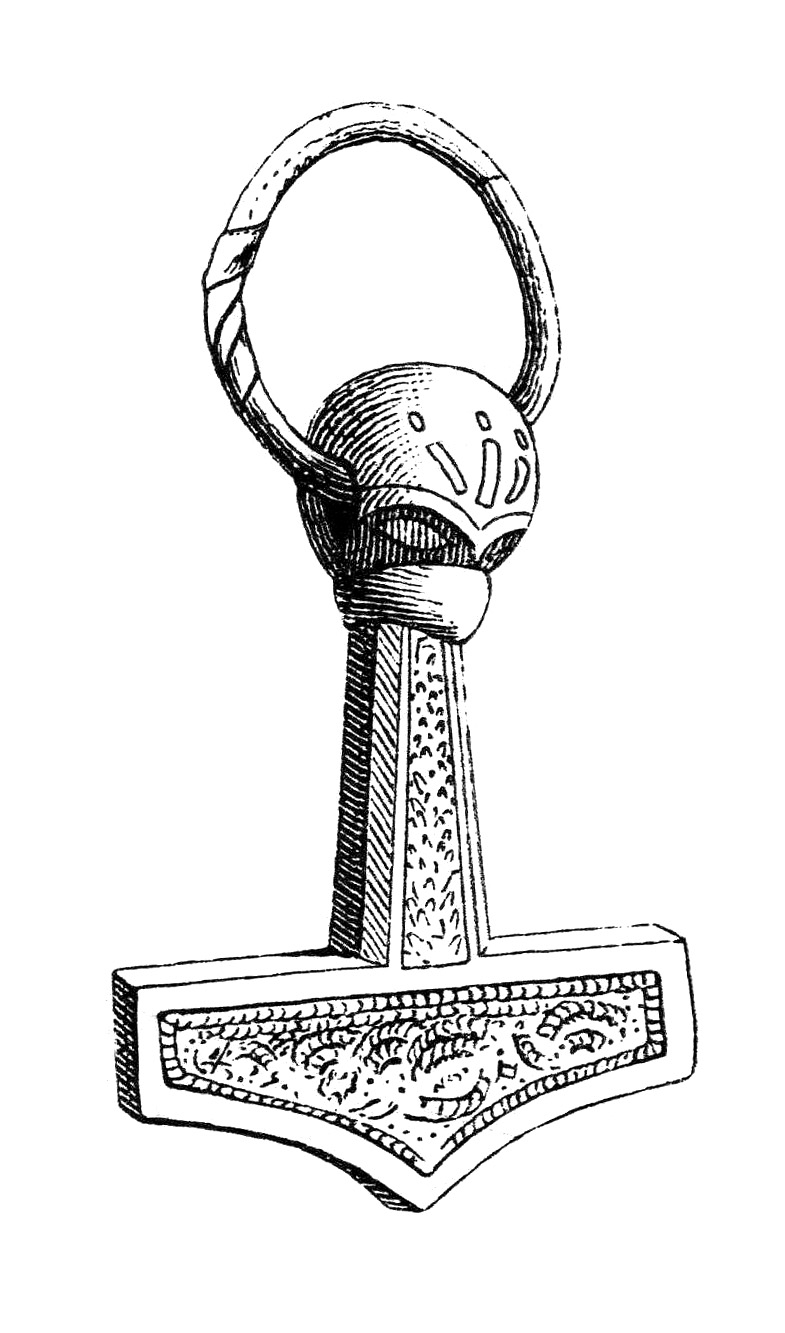
Torshammare av silver funnen 1874 i Mandemark, Møn, Danmark.
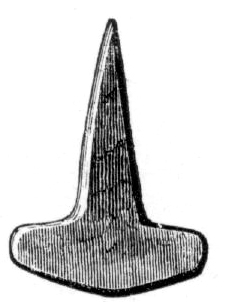
Torshammare av silver från Fitjar, Hordaland, Norge.
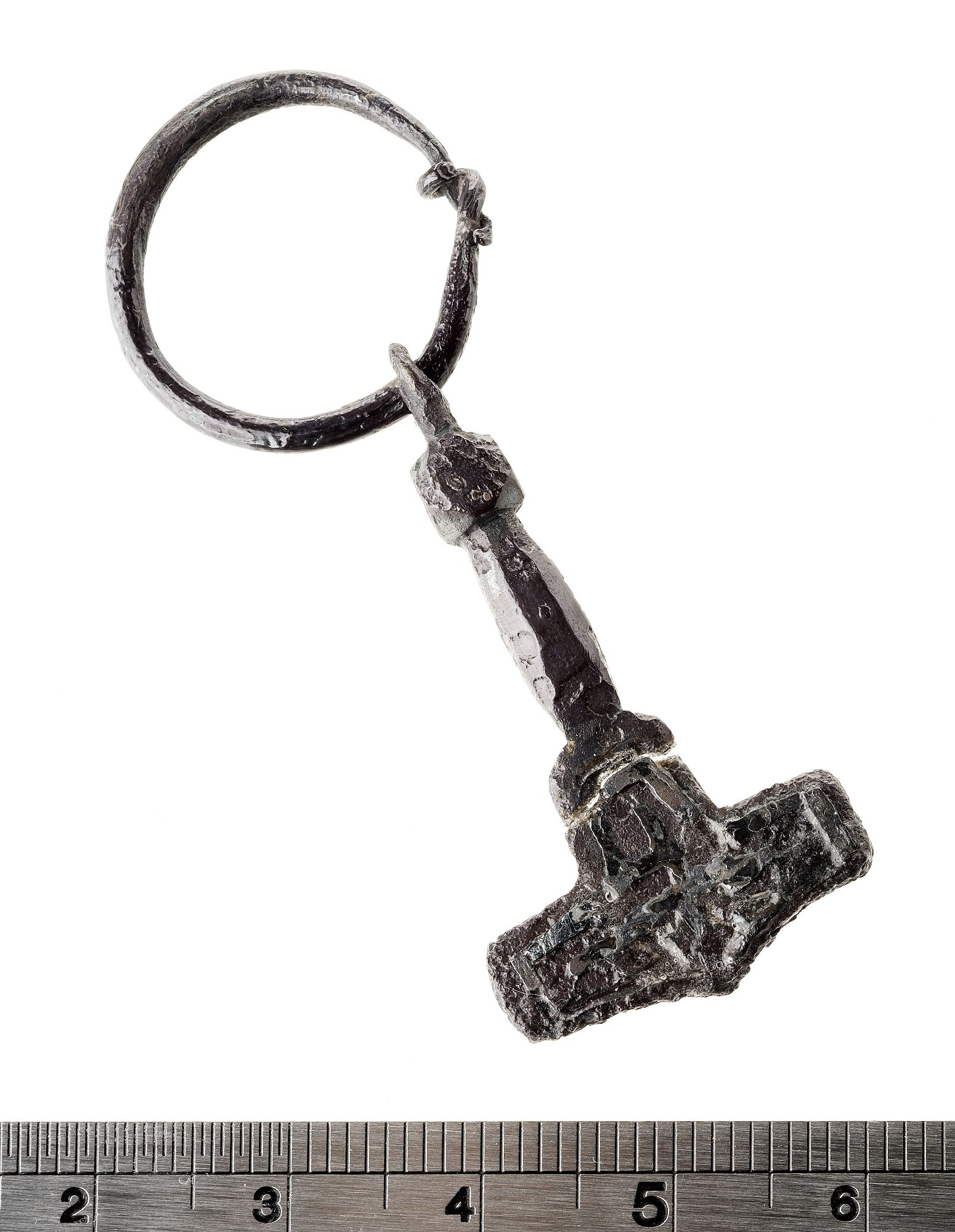
Torshammare av silver från grav, Birka, vikingatid.
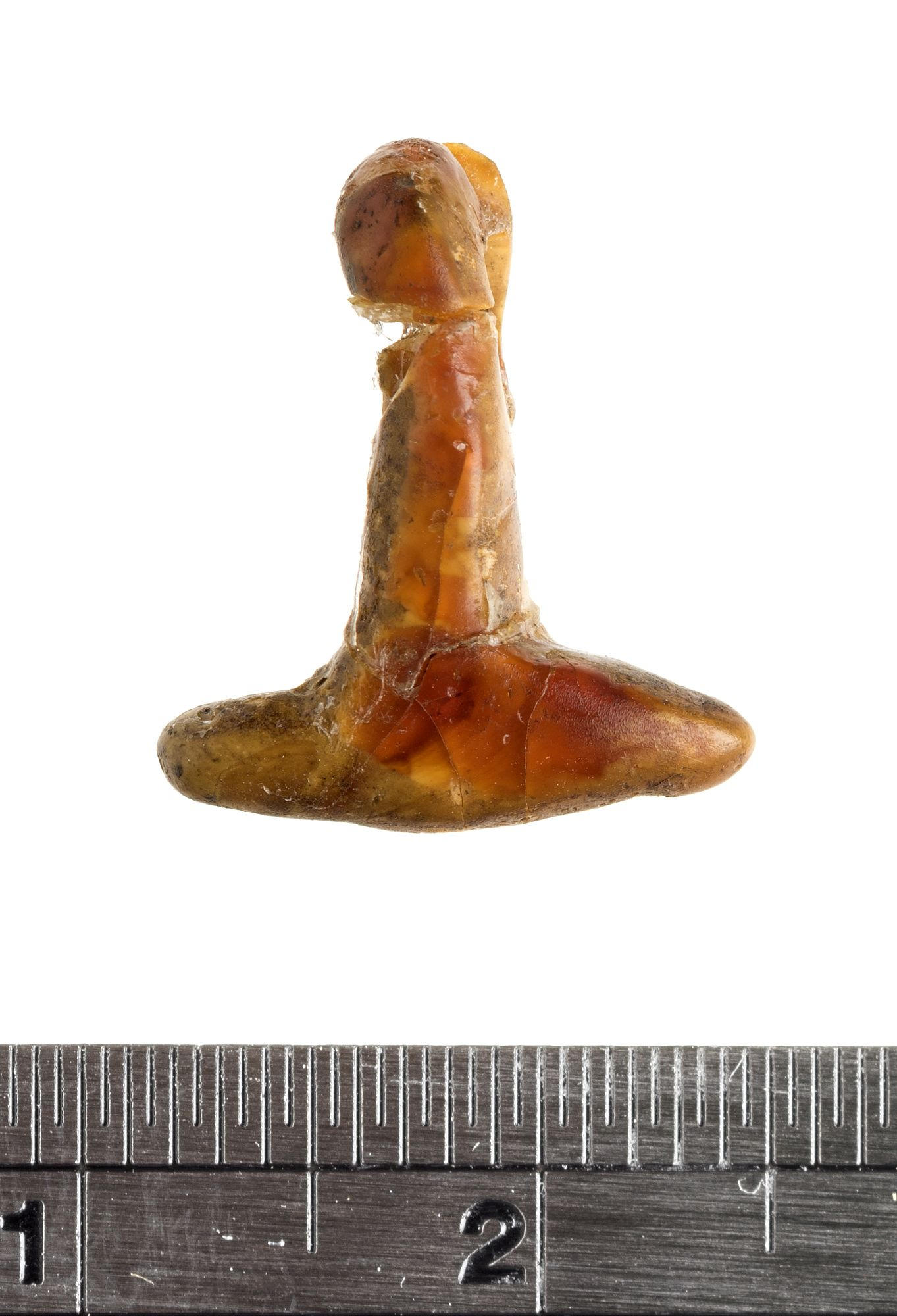
Torshammare av bärnsten, från Björkö, vikingatid.

### Runstensmotiv

Runsten DR 26
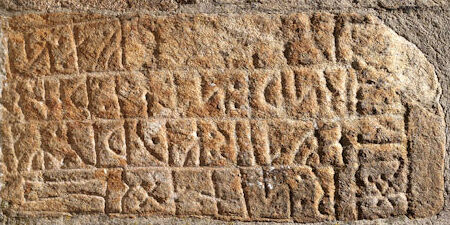
Runsten DR 48
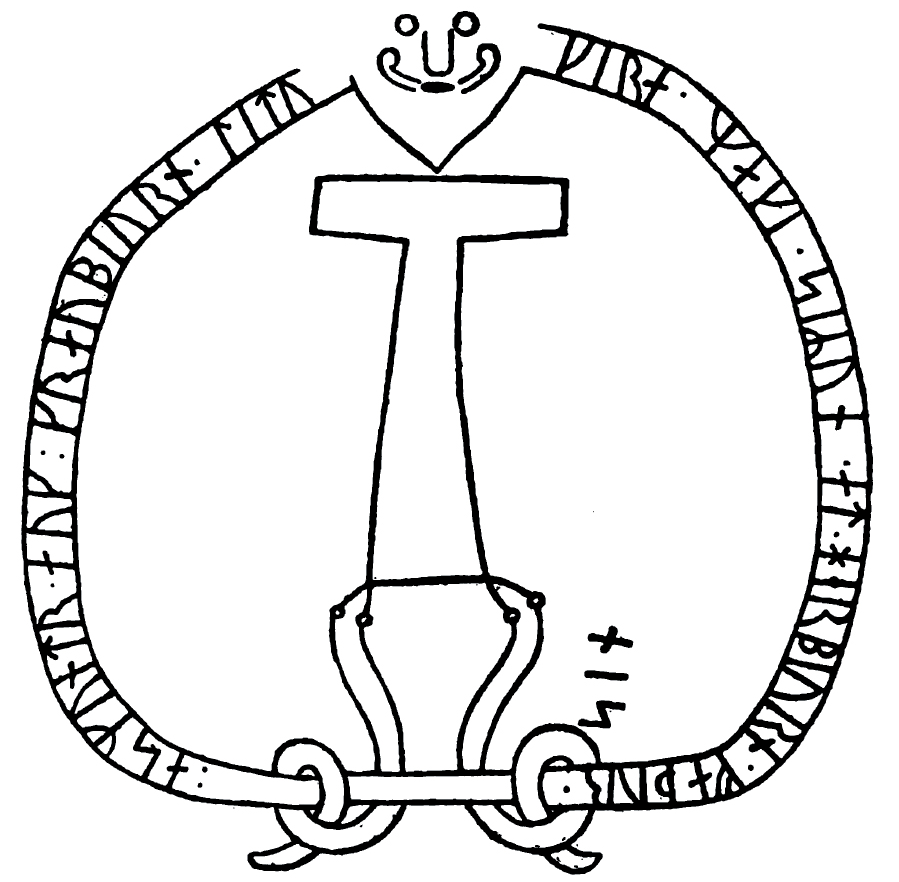
Runsten Sö 86
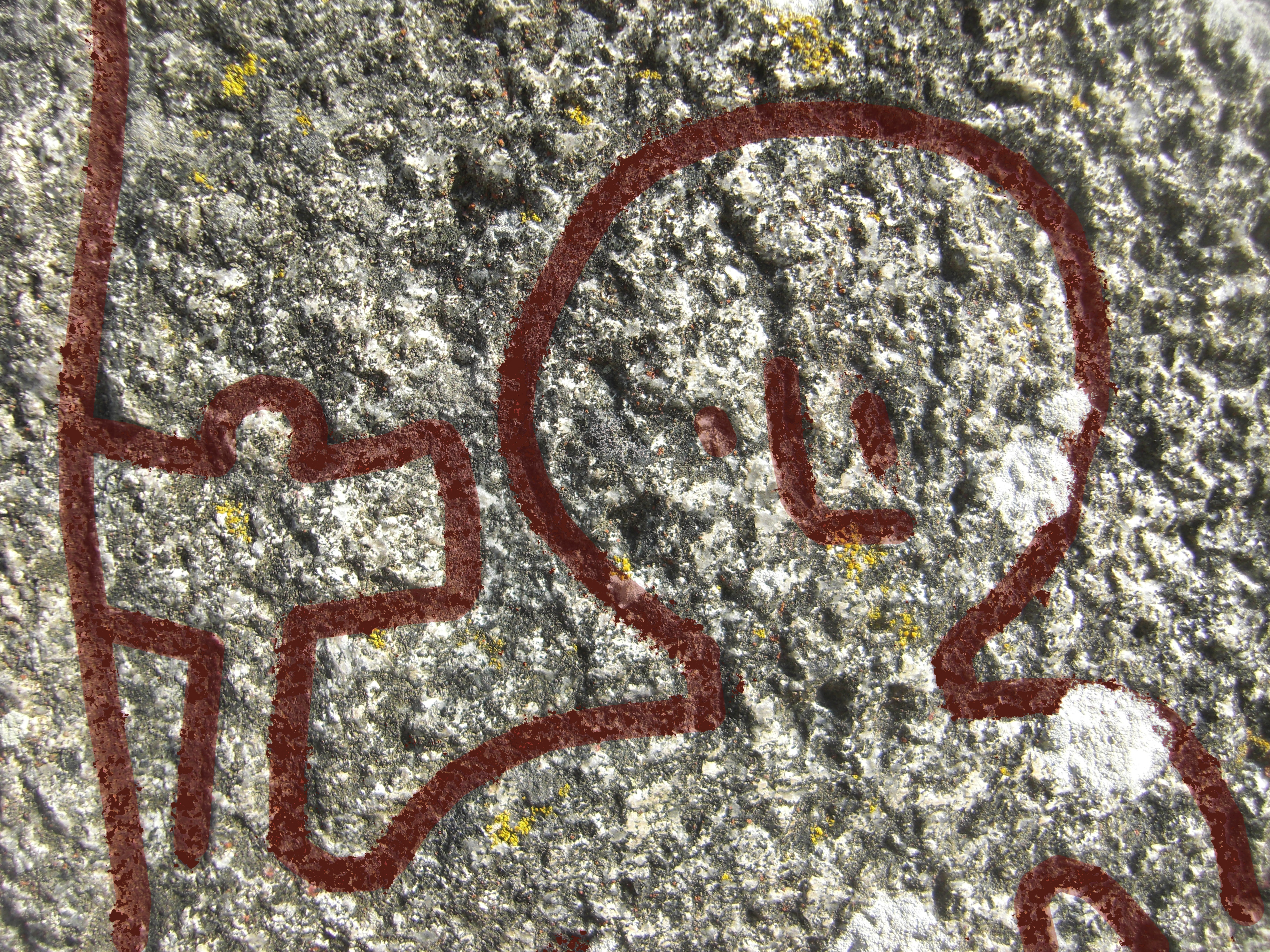
Runsten U 1161
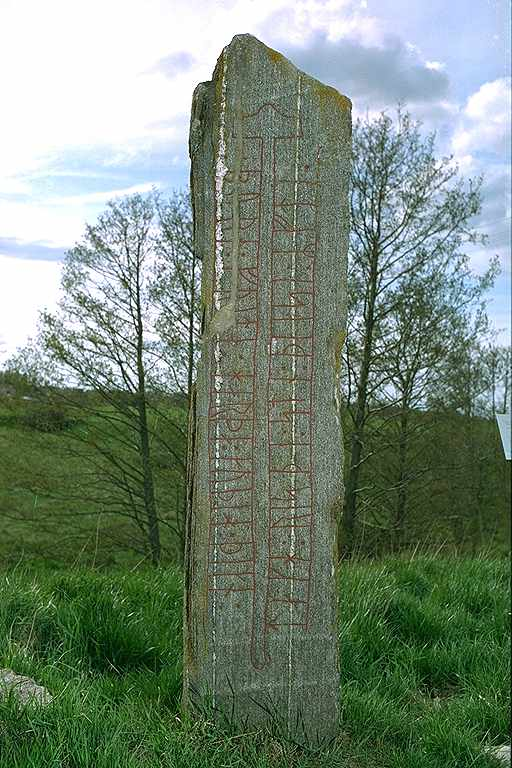
Runsten Vg 113

### Myntprägling

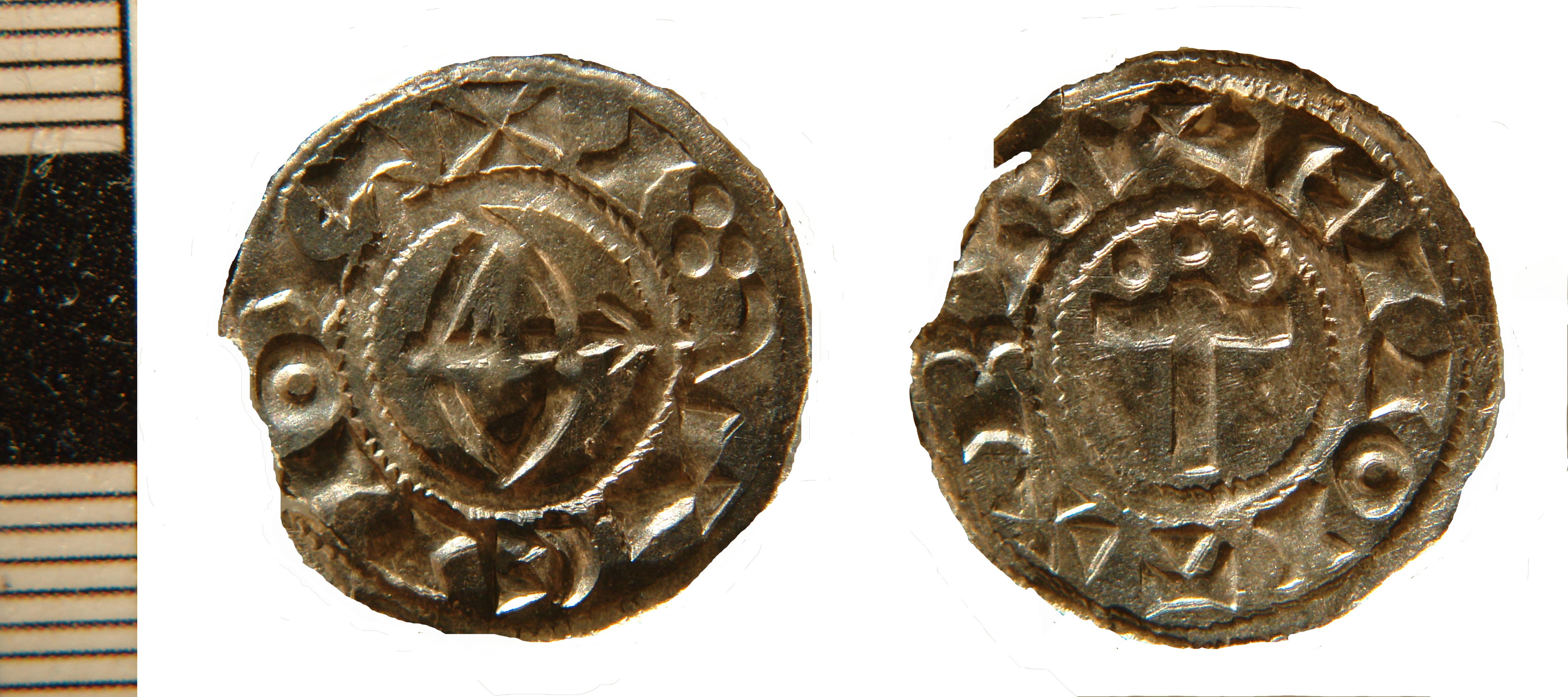
Mynt från York

## Torshammare i modern tid
Det finns idag mängder med repliker av historiska fynd av torshammare. Det nytillverkas också torshammare utan historiska förlagor. Torshammare bärs dels som smycken i dekorativt syfte, men också för att markera att bäraren är asatroende. Torshammare kan även bäras som en symbol för nationalromantik.

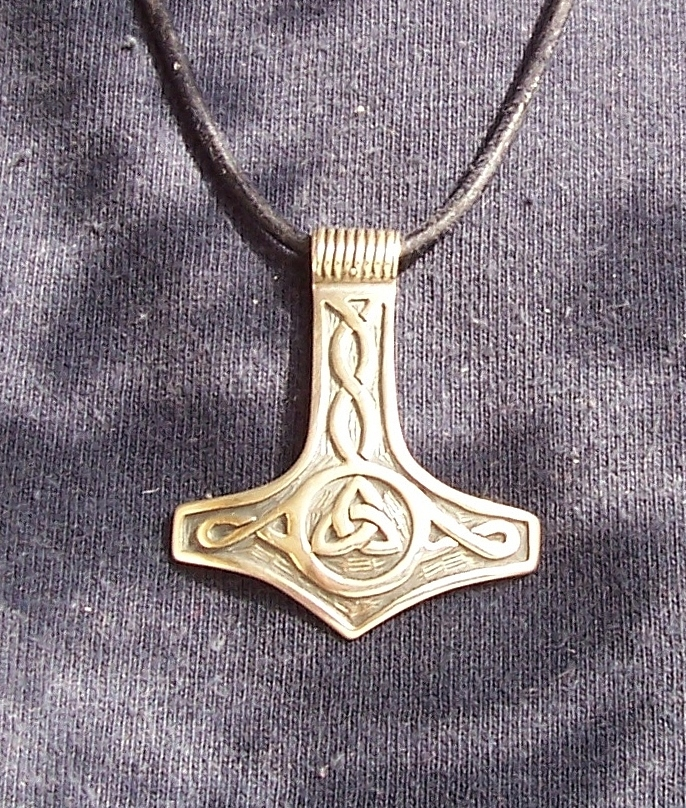
Modern torshammare.
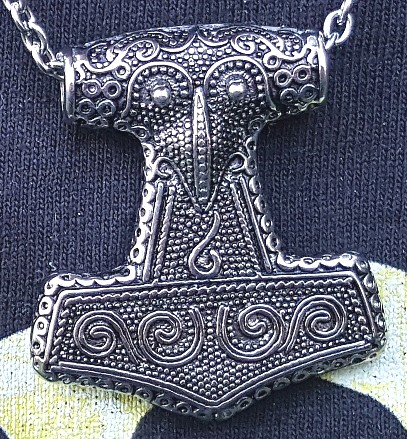
Torshammare i silver som smycke. Förlagan är en vikingatida torshammare i silver funnen i Skåne.
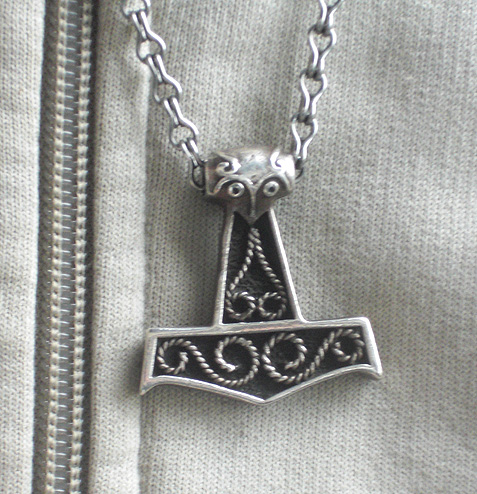
Torshammare i silver som smycke.
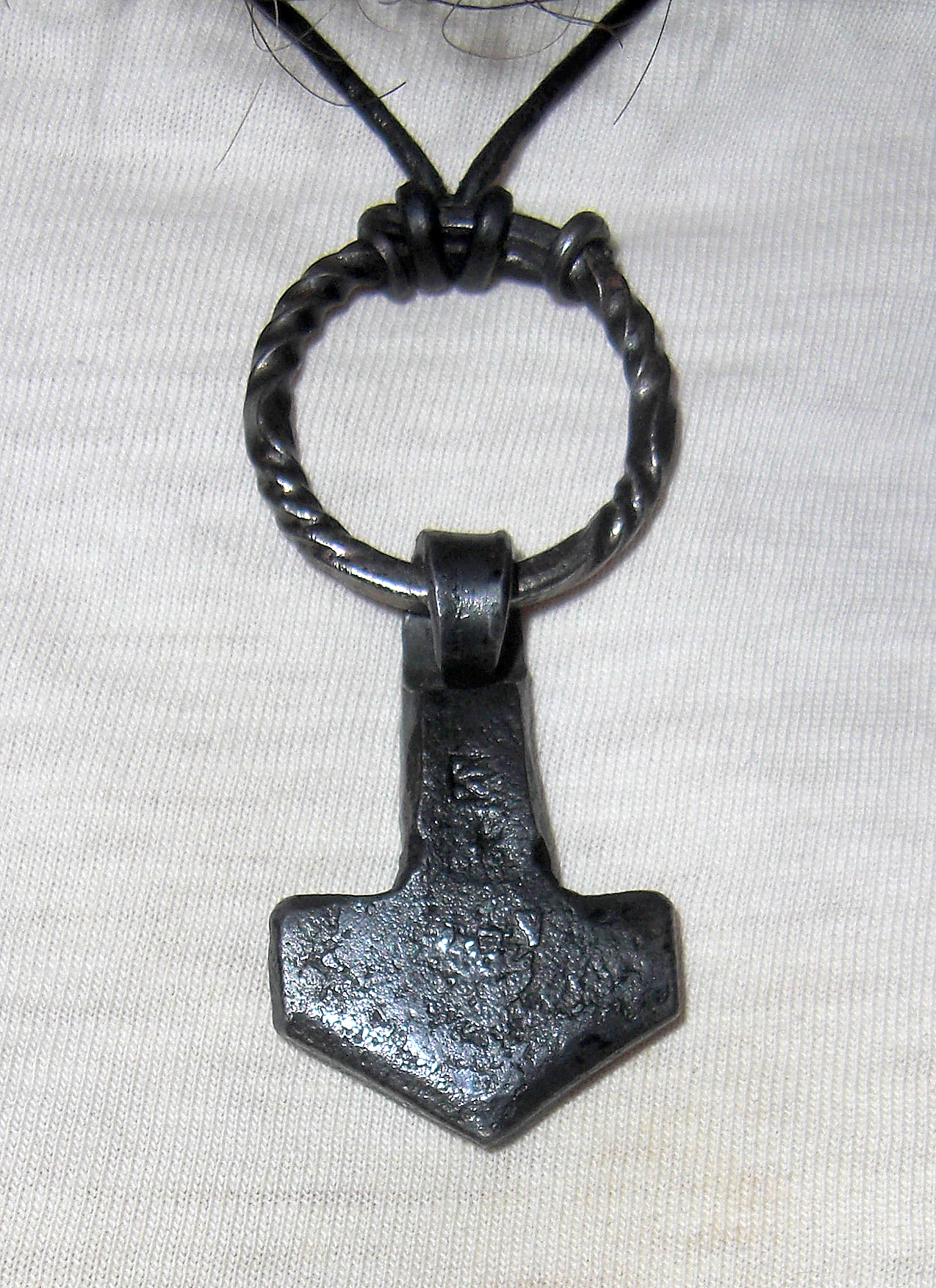
Torshammare i järn som smycke. Fri tolkning av vikingatida torshammare funna i Mälardalen.
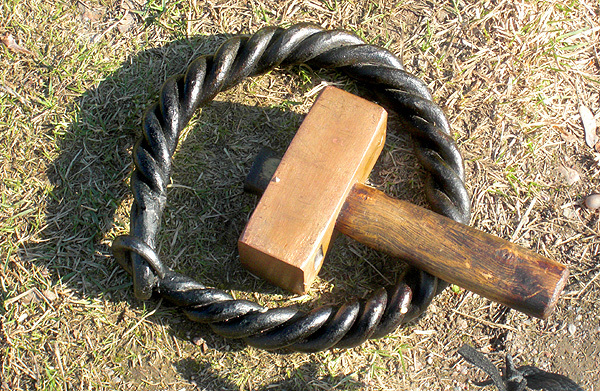
En ceremoniell hammare använd inom modern asatro. Här liggande i en edsring.